# Гусак, Густав
Гу́став Гу́сак (словац. Gustáv Husák; 10 января 1913, Дубравка — 18 ноября 1991, Братислава) — чехословацкий государственный, политический и партийный деятель, последний президент ЧССР, предпоследний председатель КПЧ; словак по национальности.

## Биография
Родился в семье рабочего, после ранения на Первой мировой войне работавшего на земле. Мать умерла от туберкулёза, когда Гусаку был год. До 1940-х годов носил имя Аугустин (Augustín).
Получил католическое образование. С отличием окончил гимназию. Поступил на юридический факультет Университета имени Я. А. Коменского в Братиславе, который окончил с отличием. Получил степень доктора права.
В 16 лет, во время учёбы в гимназии в Братиславе, стал членом организации коммунистической молодёжи. В 1933 году, будучи студентом-юристом, стал членом Коммунистической партии Чехословакии (КПЧ).
Работал в адвокатской конторе Владимира Клементиса в Братиславе.
В 1938 году женился на актрисе Магде Локвенцовой.
Во время Второй мировой войны выступал против марионеточного словацкого фашистского государства, четыре раза арестовывался и отпускался. Неясным фактом в его биографии в это время является его тесная дружба с лидером словацких фашистов Александром Махом и их совместная поездка в Катынь. Гусак впоследствии утверждал, что Мах заставил его поехать при помощи угроз. Во время антифашистского Словацкого национального восстания был заместителем председателя Словацкого национального совета, который координировал восстание.
В августе 1946 — мае 1950 председатель Корпуса уполномоченных (правительства) Словакии. В 1948 году после государственного переворота и прихода коммунистов к власти сделал быструю карьеру.
В 1950 году был обвинён в «буржуазном национализме» и в феврале 1951 года арестован. В 1954 году был приговорён к пожизненному лишению свободы, на процессе не признал вину. Наказание отбывал в Леополдове, вместе с Александром Махом и другими бывшими членами фашистского правительства Словакии. В 1960 году был амнистирован президентом Антонином Новотным. Вышел на свободу седым и почти без зубов. В 1963 году был полностью реабилитирован. Примерно в это же время распался брак Гусака с его первой женой Магдой Локвенцовой.
После освобождения работал научным сотрудником Института государства и права Словацкой АН.
Во время Пражской весны Гусак был сторонником Дубчека, выступал против вмешательства СССР в дела Чехословакии. В апреле 1968 занял пост заместителя председателя правительства. В августе 1968 года, во время переговоров между чехословацким и советским руководством в Москве, Гусак сменил позицию, став сторонником Брежнева. В августе 1968 — мае 1969 первый секретарь ЦК КП Словакии.

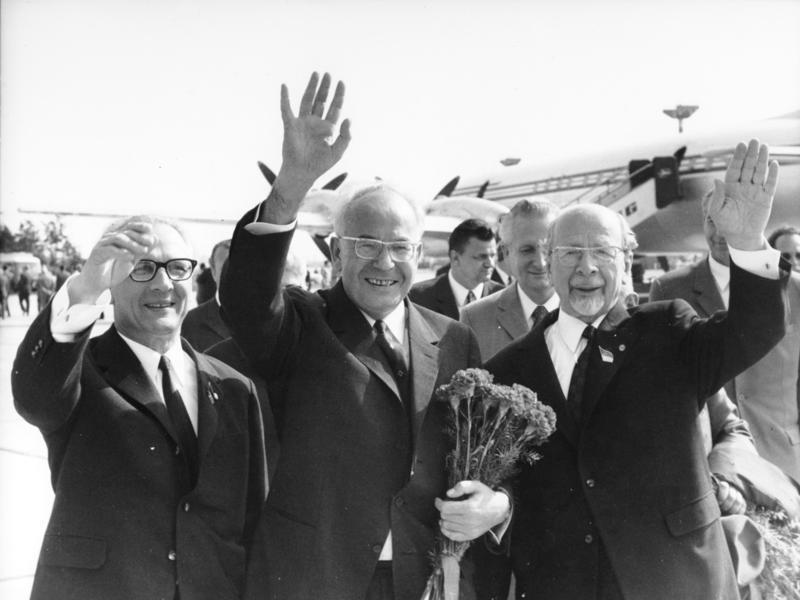
Слева направо: генеральный секретарь ЦК СЕПГ Эрих Хонеккер, первый секретарь ЦК КПЧ Густав Гусак и председатель СЕПГ Вальтер Ульбрихт. Аэропорт Берлин-Шёнефельд, 14 июня 1971 года

В апреле 1969 года был избран первым секретарём Коммунистической партии Чехословакии, в 1971 году, в результате переименования высшей партийной должности, стал генеральным секретарём ЦК КПЧ. Курс Гусака получил название «нормализации», то есть устранения негативных последствий политических реформ, предпринятых во время Пражской весны. Процесс нормализации поддерживался экономическими стимулами. При этом в политической жизни страны наступил застой — состав ЦК и Политбюро в период с 1971 по 1989 годы практически не изменялся.
В 1975 году Гусак стал президентом ЧССР, сменив на это посту Людвика Свободу. К этому времени 79-летний Свобода уже длительное время фактически не исполнял свои обязанности, но в то же время отказывался уходить в отставку. Федеральному собранию пришлось принять специальный закон, по которому президент, который не в состоянии исполнять свои обязанности, автоматически смещается с должности, после чего Федеральное собрание может избрать нового президента. Единственным кандидатом на освободившийся президентский пост стал Гусак, получивший 195 из 200 голосов депутатов Палаты народа и 148 из 150 голосов депутатов Палаты наций. Переизбран президентом в 1980 году (Палата народа: 197 голосов; Палата наций: 146 голосов) и в 1985 году (Палата народа: 196 голосов; Палата наций: 148 голосов).
В 1977 году его вторая жена Вера Гусакова погибла в вертолётной катастрофе.
В 1987 году Гусак ушёл в отставку с должности Генерального секретаря ЦК КПЧ (его сменил Милоуш Якеш), сохранив за собой пост президента ЧССР. После так называемой бархатной революции 1989 года Гусак поручил Мариану Чалфе сформировать правительство народного согласия, после чего ушёл в отставку. Новым Президентом был избран диссидент Вацлав Гавел.
Пленум ЦК КПЧ в феврале 1990 года рассмотрел его меру ответственности за кризисное положение в партии и обществе. «Несмотря на его несомненные заслуги, но учитывая его комплексную ответственность за политическое развитие, особенно в последние 10 лет», пленум исключил Г. Гусака из рядов КПЧ.
Незадолго до смерти, по сообщению архиепископа Братиславского Яна Сокола, он принял католичество. Однако сыновья Гусака утверждают, что это ложь. По словам Яна Гусака, его отец предвидел подобную ситуацию и предупреждал своих сыновей, чтобы «ни в коем случае, [невзирая на то], будет он в сознании или нет, к нему не допускали священников». Он не хотел причащаться и не желал, чтобы его хоронили по церковному обряду. Лечащий врач утверждал, что в момент совершения церковных обрядов Гусак не сознавал, что происходит вокруг него.

## Награды
Награждён высшими наградами Чехословакии и других социалистических государств, в том числе:
- трижды Герой Чехословацкой Социалистической Республики (23.09.1969, 27.12.1972, 3.12.1982)
- Герой Советского Союза (09.01.1983[10])
- 4 ордена Ленина (27.08.1969[11]; 09.01.1973[12]; 09.01.1983[10]; 08.01.1988[13])
- орден Октябрьской Революции (09.01.1978[14])
- орден «Плайя Хирон» (Куба) — 1983 год[15]

## Гусак и современная Чехия
…интереснейшая, полная множества поворотов жизнь [Гусака] — готовый сюжет не только для исторических исследований, но и для авантюрных романов, — как это ни парадоксально, превратилась в символ серости, холуйства, скуки, несвободы, и прежде всего остановившегося времени.…
Можно сказать, что в массовой культуре Чехии он играет ту же роль, что Брежнев в России: перефразируя анекдот, он является «политическим деятелем времён Карела Готта».— 
В Чехии принято называть поколение, которое родилось и выросло в то время, когда страну возглавлял Гусак — дети Гусака.
Вацлав Гавел считал, что Гусак «изъял Чехословакию из истории». Это определение основано на работах философа Яна Паточки, в которых он сформулировал понятия «большой» и «малой» чешских историй, отнеся к первой периоды, когда чешская нация участвовала в общеевропейском культурном и историческом процессе, а ко второй — эпохи, когда она «замыкалась в себе» (в том числе период «нормализации»).

## Сочинения
- Свидетельство о словацком национальном восстании = Svedectvo o Slovenskom národnom povstaní. / Пер. со словац. Предисл. Л. Новомеского. — М.: Правда, 1969. — 871 с.